# Saropogon obesulus
Saropogon obesulus là một loài ruồi trong họ Asilidae. Saropogon obesulus được Loew miêu tả năm 1869.